# Menemen
|  | Aquest article tracta sobre la ciutat. Si cerqueu el plat turc, vegeu «menemen (plat)». |

Situació del districte dins a la província

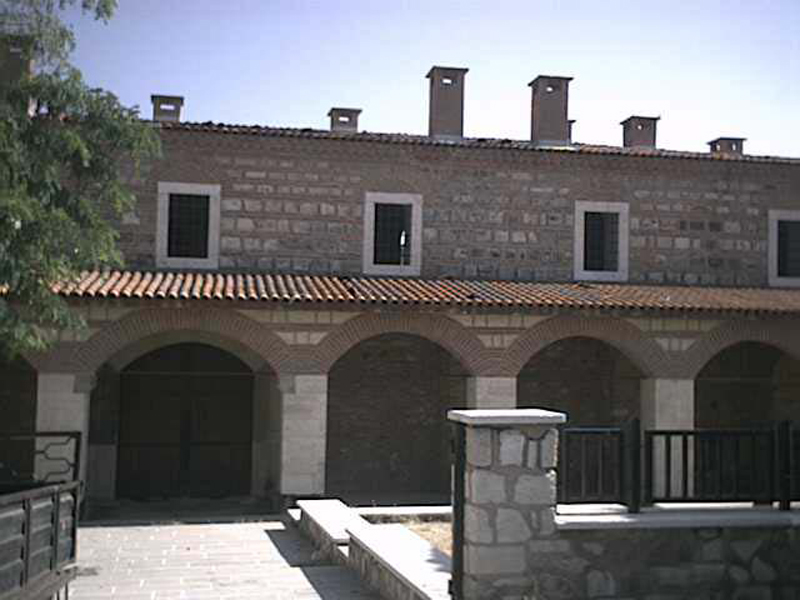
Caravanserrall restaurat a Menemen

Menemen (Μαινεμένη en grec) és una ciutat i districte de la província d'Esmirna, format per les terres al·luvials del riu Gediz. La superfície del districte (Il o Ilçe) és de 665 km² i la població de 128.113 habitants (2009) i la població de la ciutat de 116.147 habitants al mateix any. El 1970 la població era de 17.514 persones.

## Història
S'han trobat restes de poblament de l'edat del bronze a diversos llocs a la vora del riu Gediz anteriors al 1000 aC, destacant Yahşelli, Asarlık i Panaztepe. La població fou fundada per colons grecs i va caure sota sobirania del rei de Frígia, passant després al regne de Lídia (676-546 aC) fins a l'inici de l'Imperi Persa. La Pèrsia aquemènida va dominar la regió durant dos segles però fou conquerida per Alexandre el Gran el 332 aC i a la seva mort el 323 aC fou part del regne d'Antígon el Borni, després de Seleuc I Nicàtor i la seva nissaga, passant finalment als reis de Pèrgam vers la meitat del segle iii aC i a Roma per llegat el 133 aC. Va romandre sota poder de Roma i de l'Imperi Romà, i a la divisió el 395, va quedar dins l'Imperi Romà d'Orient. Va restar en mans dels romans d'Orient almenys fins al segle xi; després de la batalla de Mantziciert (1071) els turcmans van començar a aparèixer per la regió i va acabar en mans dels seljúcides el 1084.

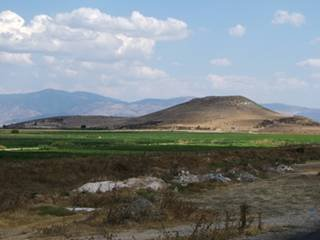
Panaztepe

La primera vegada que s'esmenta el nom ho fa Paquimeres (? - 1315) abans del 1300 que diu que els turkoi poblaven el Mainomenou kampos (Camp de Menemen) que a les fonts turques apareix com Menemen ovasi (Plana de Menemen). La regió hauria estat dominada després d'uns anys de lluita pels Saruhanoğulları que van establir el beylik de Saruhan. La regió de Menemen i l'illa de Foca (a la costa del districte) van passar a Saruhan el 1313. El bey Ishak de Saruhan va construir una mesquita datada el 1357/1358 que és el monument més antic conservat. Saruhan fou annexionat per primer cop a l'estat otomà el 1391 i després del seu restabliment per Tamerlà el 1402, definitivament el 1410.
Sota domini otomà la ciutat dona molt poc a parlar. Es dedicava a la producció de teixits i roba. Evliya Çelebi la va visitar el segle xvii que esmenta el districte com Tarhaniyye o Turhaniyye. Llavors era un kada del sandjak de Sighla o Sughla. El tekke amb la tomba de Bekri Baba era lloc de pelegrinatge. La població estava barrejada, amb grecs majoria a la ciutat i turc al districte situació que es va mantenir fins al primer quart del segle xx. Vers el 1860 va esdevenir districte del wilayat d'Aydin (capital Esmirna) en la reorganització administrativa. Abans de la I Guerra Mundial, el 1908, hi havia 4683 grecs i 3.606 musulmans a la ciutat i a tot el districte els musulmans eren 17.261 contra 7.195 grecs; hi havia també alguns armenis, jueus, catòlics i altres.
Els grecs van ocupar la ciutat el 17-18 de maig de 1919 junt amb Esmirna; el prefecte turc Kemal Bey i sis policies van ser assassinats de nit pels grecs (16 de juny) i l'endemà es van produir altres atrocitats contra la població civil turca per la brigada cretenca ajudada per elements locals. Es creu que hi va haver més de mil morts (un capità britànic va comptar-ne mil només el dia 17 de juny). Els turcs la van recuperar tres anys després el 9 de setembre de 1922. Després de la guerra la població grega va haver de marxar cap a Grècia el 1923 i 1924.
El 23 de desembre de 1930, Dervish Mehmed, un sufí i autoproclamat profeta va arribar a la ciutat amb sis seguidors incitant a la revolta contra el govern secular i pel restabliment de la llei islàmica. La petita guarnició local fou capturada i el cap, tinent Mustafa Fehmi Kubilay fou mort i el seu cap penjat d'un pal i passejat per la ciutat. L'exèrcit va recuperar la població i Mehmed i alguns dels seus seguidors van morir. Després es van fer una sèrie de judicis contra gent de la població i es va penjar a 37 persones a la plaça central; altres foren empresonats.